# Saint-Julien-Chapteuil
Saint-Julien-Chapteuil é uma comuna francesa na região administrativa de Auvérnia-Ródano-Alpes, no departamento de Alto Loire. Estende-se por uma área de 28,2 km². Em 2010 a comuna tinha 2 001 habitantes (densidade: 71 hab./km²).